# ラブレターズ
ラブレターズは、日本のお笑いコンビ。ASH&Dコーポレーション所属。キングオブコント2024王者。

## メンバー
溜口 佑太朗（ためぐち ゆうたろう、1985年1月19日 - ）（40歳）
ボケ・ツッコミ担当、立ち位置は向かって右。
- 埼玉県富士見市出身。
- 身長161cm、血液型O型。
- 本名：澤口 佑樹（さわぐち ゆうき）
- 埼玉県立和光国際高等学校、日本大学藝術学部映画学科卒業。
- 村上大樹主宰の劇団「拙者ムニエル」の団員としても活動している。
- 東京ヤクルトスワローズの大ファンであり、2005年からヤクルトの本拠地である明治神宮野球場でボールボーイのアルバイトをしていた。
- 2022年5月9日に公開されたYouTubeラジオ「ラブレターズの階段腰掛け男50回記念SP！」で結婚を発表した。
- モルック選手としても活動。森田哲矢（さらば青春の光）率いるモルックチーム「キングオブモルック」のメンバーとして、2023年の世界大会出場経験があり、同年12月に日本モルック協会の公式アンバサダーに就任している（8組目）。

塚本 直毅（つかもと なおき、1984年12月28日 - ）（40歳）
ボケ・ツッコミ・ネタ作成担当、立ち位置は向かって左。
- 静岡県浜松市出身。
- 身長162cm、血液型AB型。
- 静岡県立浜松北高等学校、日本大学藝術学部文芸学科卒業。
- 放送作家としても活動しており、『スパカン!』（文化放送）などを担当していた。
- 高校時代に『ハモネプリーグ』（フジテレビ）に出演した経験がある。
- 2022年2月6日の『ゴッドタン』（テレビ東京）放送中のスマホゲーム『ドラエグ』インフォマーシャル内で昨年末に結婚したことを発表。
- キングオブコント2024の決勝の2本目「YOUは何しに海岸へ？」の役柄の通り、ジュビロ磐田の大ファンである。ラブレターズがキングオブコント2024で優勝した際には、チームから祝いのメッセージが送られた。
- 稲田直樹（アインシュタイン）と生年月日が同じ。
- オードリーのNFL倶楽部でアルバイトしていた経験があり、ピッツバーグ・スティーラーズのベン・ロスリスバーガーのファン。
- CBCテレビアナウンサーの夏目みな美とは同じ高校の同級生である。
- 浜松市から、同市の魅力を広く発信する「やらまいか大使」に委嘱された。

## 経歴
- 役者の勉強をしていた溜口と、放送作家の勉強をしていた塚本が互いに一念発起して活動を始めた[10]。2008年、第1回キングオブコントにアマチュアで出場し、新宿シアターブラッツで行われた予選で初舞台を踏む。結果は1回戦敗退。しかし、そこで見たバナナマンのコントに衝撃を受け、先輩芸人のコントを見て勉強し直す[11]。2009年4月に正式に「ラブレターズ」を結成。2009年に同大会2回戦進出、2010年に3回戦進出[11]。
- 2011年1月に、ASH&Dコーポレーション主催の事務所ライブ「東京コントメン」内の新人コーナー出演の実績を踏まえ、事務所預かりから正式所属となる。同年3月に開催予定だった初の単独ライブ「LOVE LETTERZ MADE ①」が、東日本大震災の影響を考慮し、中止となる。同年7月に、初の単独ライブ「LOVE LETTERZ MADE ②」が乃木坂のコレドシアターで開催された。
- キングオブコント2011にて初の決勝進出、結果は7位[12]。決勝進出者の中で芸歴、年齢ともに最も若かった[10]。
- キングオブコント2014にて、2度目の決勝進出。1回戦で犬の心に「94対7」で大敗し、逆の意味で目立つ形となった。
- キングオブコント2016にて、3度目の決勝進出。しかし、結果は最下位となってしまった。
- 歌ネタ王決定戦2017にて、初の決勝進出。ASH&Dコーポレーション（ザ・ギース、ラブレターズ、阿佐ヶ谷姉妹、みさわ大福）7名によるユニットとして過去最多人数での決勝進出となる。
- 2021年5月24日から、自身のYouTubeチャンネルにてラジオ『ラブレターズの階段腰掛け男』を放送開始した。
- キングオブコント2023にて、7年振り4度目の決勝進出。1stステージラストの10番手で登場するも、6位に終わった（ジグザグジギーと同率）。
- キングオブコント2024にて、2年連続5度目の決勝進出。前年と同じく1stステージラストの10番手で登場し、475点を取り474点を取ったや団をわずかに1点上回りロングコートダディと同点の2位でファイナルステージに進出。ファイナルステージは472点を取り合計947点を獲得。後に行われたロングコートダディが946点、最後に登場したファイヤーサンダーが945点と残りの2組は最後までラブレターズを逆転できなかったため、初回から17回目の挑戦、初の決勝進出から13年を経て優勝が決定した。最下位経験のある芸人が優勝したのは2021年の空気階段以来3年ぶり、史上3組目で吉本興業所属の芸人以外の優勝は2019年のどぶろっく（浅井企画）以来5年ぶり、史上7組目となった[13]。

## エピソード
- 「キングオブコント2016」で決勝に進出したが、準決勝の2か月前に塚本が交通事故に遭い、腰骨を骨折するというアクシデントに遭遇した。塚本の入院中、溜口が1人で活動することになったが、入院している時間塚本はネタ作りに費やし、準決勝にはコルセットをつけて挑んだ[14]。
- 2018年5月30日放送の『水曜日のダウンタウン』の企画「数珠つなぎ企画で1番過酷なのジョジョの鉄塔システム説」で井口浩之（ウエストランド）に呼ばれる形で溜口が出演した。身代わりとしてサンシャイン池崎を呼んだものの、あまりにも怪しいその牢屋をみて、溜口を残して帰ってしまったため結果として8時間、牢屋に滞在することになった。企画終了後、溜口は「いろいろこの件で、周りの交友関係がわかりました。関係を一度整理します。」と語った。その後、だいぶ遅れる形で溜口が呼んだ酒井健太（アルコ&ピース）が登場した[15]。
- 塚本は佐々木崇博（うるとらブギーズ）と中学時代の同級生で、当時から仲が良かった。コントの衣裳である学生服は中学時代のものであり、相方の溜口が着ている学生服はもともと佐々木のものである[16]。
- 『前略、西東さん』（中京テレビ）のオーディションで「アイツら小さくて気持ち悪い」と重鎮の放送作家に言われたことから、2020年頃より2人とも15cm伸びるシークレットブーツを履いている[17]。後にこの事が契機となり、2024年5月には背が高くなる靴専門店「シークレット靴専 横浜関内マリナード店」にてラブレターズの二人が一日店長に就任。客が集まりすぎてトークイベントが5分で終了する程の大盛況となった[18]。

## 芸風
ネタ作りは塚本が担当。演劇性の強いコントを行い、ボケとツッコミはネタによって変わる。キングオブコント決勝に進出した2011年や2016年には歌ネタを披露しているが、これらのネタは異色の部類に入るという。なお、カリスマラジオと呼ばれた『ラブレターズのオールナイトニッポン0（ZERO）』内では、溜口がボケ、塚本がツッコミを担当している。

## 賞レース戦績
| 年度             | 結果                               | 備考                                                                    |
| ---------------- | ---------------------------------- | ----------------------------------------------------------------------- |
| 2008年（第1回）  | 1回戦敗退                          |                                                                         |
| 2009年（第2回）  | 2回戦進出                          |                                                                         |
| 2010年（第3回）  | 3回戦進出                          |                                                                         |
| 2011年（第4回）  | 決勝7位                            | 決勝キャッチフレーズ「無印のシンデレラボーイ」                          |
| 2012年（第5回）  | 準決勝進出                         |                                                                         |
| 2013年（第6回）  | 準決勝進出                         |                                                                         |
| 2014年（第7回）  | 決勝進出（ファーストステージ敗退） | 決勝キャッチフレーズ「いじめられっこの逆襲! 王者になって奴らを見返せ!」 |
| 2015年（第8回）  | 準決勝進出                         |                                                                         |
| 2016年（第9回）  | 決勝10位                           | 決勝キャッチフレーズ「コントの神様へ 届け! この想い!」                  |
| 2017年（第10回） | 準々決勝敗退                       |                                                                         |
| 2018年（第11回） | 準々決勝敗退                       |                                                                         |
| 2019年（第12回） | 準々決勝敗退                       |                                                                         |
| 2020年（第13回） | 準々決勝敗退                       |                                                                         |
| 2021年（第14回） | 準々決勝敗退                       |                                                                         |
| 2022年（第15回） | 準決勝進出                         |                                                                         |
| 2023年（第16回） | 決勝6位タイ                        | 決勝キャッチフレーズ「帰って来た演技派コントボーイズ」                  |
| 2024年（第17回） | 優勝                               | 決勝キャッチフレーズ「狂気と哀愁のコントブルース」                      |

その他
- 第35回ABCお笑いグランプリ 決勝6位
- 第9回歌ネタ王決定戦 決勝8位
- 2023年 ラヴィット! 第3回耳心地いい-1グランプリ 準優勝
- 2024年 第12回ネタギリッシュNIGHT 優勝
- 2024年 ラヴィット! 第2回1秒モノマネグランプリ優勝（溜口）

## 出演歴

### バラエティ
レギュラー
- バチバチエレキテる（フジテレビ、2013年4月16日 - 9月17日）
- シティボーイズノテツガク（WOWOWプライム、2014年11月16日 - 2015年3月15日） - 毎月第3日曜放送
- 超・つば九郎タイムス（フジテレビONE、2017年6月30日 - ） - 溜口のみ
- モルブラ!～モルック街ブラバラエティ～（FOD、2024年4月12日) - 溜口のみ（全4回）
  - モルブラ!～モルック街ブラバラエティ～シーズン2（FOD、2024年9月17日）（全5回）
  - モルブラ!～モルック街ブラバラエティ～シーズン3（FOD、2025年5月29日）（全4回）
- おとなの噺史（フジテレビONE、2025年3月31日 - ）

その他
- 爆笑トライアウト（NHK総合）
  - 会場審査は9位（229TP）、視聴者投票は10位（179票）。
- オンバト+（NHK総合）戦績5勝6敗 最高461KB
- ジャガイモン（テレ朝チャンネル、2009年12月24日・2010年1月21日・6月11日）
- 王様のブランチ（TBS、2011年9月3日・17日）
- 私の何がイケないの?（TBS、2011年11月10日）
- フジテレビからの〜!（フジテレビ、2011年11月10日）
- 東京都さまぁ〜ZOO（テレビ東京、2011年11月16日・12月7日・2012年3月7日・21日）
- ピラメキーノ（テレビ東京、2011年12月21日）
- 日本の新しい笑い2012（日本テレビ、2012年1月3日）
- タカトシの時間ですよ（TBS、2012年3月27日）
- 新堂本兄弟（フジテレビ、2012年5月20日）
- ワラッタメ天国（フジテレビ、2012年11月4日・2013年2月18日） - キャッチコピーは「ロマンティック・チェリーボーイズ」
- ロケットライブ（フジテレビ、2012年11月7日・2013年1月1日・9日）
- ツキギメ!謎のコントチャンネル 芸能!パパラっちゃん（関西テレビ、2013年1月10日 - 31日）
- 大人番組リーグ2「シティボーイズノテツガク 快楽と絶望」（WOWOWプライム、2014年2月9日）
- カルチュラサークル（フジテレビ、2014年8月9日・2015年1月31日）
- ビジネスマナー講座（NHK Eテレ、2014年8月26日）
- 竹山ロックンロール（テレビ埼玉 他）「リアルワールド キレ芸世界一決定戦」「THE HANZAI」
- ウンナン極限ネタバトル ザ・イロモネア第一次予選会（TBS、2015年1月1日）
- めちゃ×2イケてるッ!（フジテレビ）
  - 2015年2月7日「若手キレ芸No.1オーディション」
  - 2016年7月9日・9月3日「ゴミ芸人屋敷SP」 - 溜口のみ
- ゴッドタン（テレビ東京）
  - 2015年2月14日「第4回エロ哀しい話座談会」
  - 2016年7月16日・10月8日「セクシードッキリ検証」
  - 2017年5月20日「仲直りフレンドパーク」
  - 2017年8月26日「ゲーセワニュース2017」
- サンド&ナイツの一笑懸命（BSジャパン、2015年3月22日）
- PON!（日本テレビ、2015年4月27日）
- ほんとになった作り話（日本テレビ、2015年4月27日）
- カンニングの恋愛中毒（BSフジ、2015年5月9日・2017年3月31日）
- 特捜警察ジャンポリス（テレビ東京、2015年9月25日・2016年12月4日）
- SICKS〜みんながみんな、何かの病気〜（テレビ東京、2015年10月9日 - 12月25日） - 塚本：ニュース編集者・山中 役、溜口：ニュース編集者・丸山 役
- 白黒アンジャッシュ（千葉テレビ）- 2015年12月1日、2023年11月14日・11月21日、2025年2月18日・2月25日）
- 新春ツギクルもん（フジテレビ、2016年1月1日）
- じわじわチャップリン（テレビ東京、2016年4月2日・9日・16日・23日・5月28日・6月4日・11日・25日・7月2日・9日・16日）
- お願い!ランキング「お願い!マンピンコン」（テレビ朝日、2016年10月）
- テアトル★番町（TOKYO MX、2017年2月3日）
- バクモン学園～鬼教師・太田と委員長・田中と芸人30人の物語～（テレビ朝日、2017年3月24日・4月3日・4月24日・7月17日）
- ナカイの窓「セ・リーグを語ろう」（日本テレビ、2017年3月29日） - 溜口のみ
- タモリ倶楽部（テレビ朝日、2017年4月14日）
- 勇者ああああ〜ゲーム知識ゼロでもなんとなく見られるゲーム番組〜（テレビ東京、2017年4月27日・5月11日・9月27日・11月15日）
- 笑×演 （テレビ朝日、2017年5月10日・9月20日・27日・11月29日）
- 球界逸話スタジアム 亀梨和也の神ってる話 （日本テレビ、2017年5月13日） - 溜口のみ
- ミライ☆モンスター（フジテレビ、2017年7月23日・12月10日）
- 本能Z（中部日本放送、2017年8月23日）
- オールスター後夜祭（TBS、2018年10月7日[19]・2019年4月7日[20]）
- オンエア決めろ！ー笑武ー（BSJapanext、2022年5月17日）
- 日本でいちばん明るい賞レース 耳心地いい-1グランプリ（TBS、2023年8月23日[21]）
- サバンナ高橋の、サウナの神さま（TOKYO MX、2024年12月7日）
- キョコロヒー（テレビ朝日、2024年12月9日）
- ザ・イロモネア（TBS、2025年2月24日）
- ときめき青春リターン部（2025年6月5日 - 6月26日、テレビ朝日）

### ドラマ
- PRICELESS〜あるわけねぇだろ、んなもん!〜（フジテレビ、2012年10月22日 - 12月24日）
- インシデンツ2（DMM TV、2024年1月19日 - 2024年2月9日）- 溜口：世田谷ボンバーズ・近藤 役、塚本：世田谷ボンバーズ・浜崎 役

溜口のみ
- 桜の木の下の生ドラマ「サトガエリ」（NHK BS-hi、2007年4月15日）
- デリパンダ〜おしゃべりデリ坊、東京ド真ん中配達中〜（テレビ東京、2008年8月17日）
- DOCOMO LOVE STYLE CAFE（TOKYO FM、2008年12月7日）
- ぐるぐるナインティナイン（日本テレビ、2010年5月13日）
- 女神のアンテナ（テレビ朝日）
- FACE MAKER 第3話 （読売テレビ、2010年10月21日）
- トライ・エイジ〜三世代の挑戦〜「第二回　金田一家三代の物語」（NHK BS-hi、2011年2月10日）
- 名探偵コナン 工藤新一への挑戦状〜怪鳥伝説の謎〜（読売テレビ、2011年4月15日） - 小坂翔 役
- 潜入捜査アイドル・刑事ダンス 第4話（2016年10月29日、テレビ東京） - AD役
- ぼくの人格シェアハウス（関西テレビ、2024年3月18日） - 相田雄介の脳内シェアハウスの住人・クールで知性派の人格 役[22]

### 映画
- 鍵泥棒のメソッド（2012年）
- 希望の国（2012年）
- ボクたちの交換日記（2013年）
- バンクーバーの朝日 （2014年） - 溜口のみ
- 獣道 （2017年） - 塚本のみ

### ラジオ
レギュラー
- ラブレターズのオールナイトニッポン0(ZERO)（ニッポン放送、2014年4月4日 - 2015年3月27日）
- ラジナタ！（Backstage Cafeラジオ、2018年11月 - 2019年12月）
- INNOVATION WORLD（2019年4月19日 - 2021年5月28日、J-WAVE）- テクノコントコーナーレギュラー
- ミックス！ (FMヨコハマ、2020年7月5日 - 2020年9月27日)[23]
- ラブレターズの階段腰掛け男（TBS Podcast、Spotify、2021年5月24日 - ）[24]

その他
- 大竹まこと ゴールデンラジオ!（文化放送）
  - 「オープニング」- 2011年2月21日、2011年10月14日
  - 「大竹メインディッシュ」- 2011年7月14日、2012年7月16日、2013年7月4日、2015年3月26日、2016年10月27日
  - 「大竹の言いたい放題」- 2015年5月8日
- バナナマンのバナナムーンGOLD（TBSラジオ、2011年9月30日・2015年10月23日・12月25日）
- レコメン!（文化放送、2011年10月10日）
- 爆笑問題カーボーイ（TBSラジオ、2011年11月2日）
- ラブレターズのオールナイトニッポン0(ZERO)（ニッポン放送、2012年8月28日）
- ラブレターズのオールナイトニッポンR（ニッポン放送、2013年1月12日・5月4日・8月10日・11月23日）
- オールナイトニッポンGOLD ゆく・アイドル、くる・アイドル ガールズカウントダウン!!（ニッポン放送、2014年12月31日）
- オードリーのオールナイトニッポン（ニッポン放送、2015年4月25日・6月13日・12月5日・2017年1月28日） - 溜口のみ
- 古坂大魔王のアイドル倶楽部（ニッポン放送、2015年5月1日・8日）
- 吉田山田のオールナイトニッポン0(ZERO)（ニッポン放送、2015年12月16日・2016年2月17日）
- ニューヨークのオールナイトニッポン0(ZERO)（ニッポン放送、2016年8月18日・10月6日・2017年1月12日・3月30日）
- マイナビ Laughter Night（TBSラジオ、2016年6月25日・10月22日）
- 爆笑問題の日曜サンデー（TBSラジオ、2016年6月26日）
- 三四郎のオールナイトニッポン0(ZERO)（ニッポン放送、2016年9月9日）
- 三四郎のオールナイトニッポン初笑いスペシャル（ニッポン放送、2016年12月31日）
- 山里亮太の不毛な議論（TBSラジオ、2017年6月22日・12月7日）
- Good Luck! Morning!（NACK5、2022年10月4日、2024年10月8日）- 溜口のみ 月～木担当のアロハ太朗の代打

### インターネット配信
レギュラー
- ミクチャ広報部 (ミクチャ、2019年12月11日 - ） - MC（月1回配信）

過去の出演
- KONANの部屋[リンク切れ]（あっ!とおどろく放送局、2011年6月20日）
- バチバチエレキテるZer0（バチバチエレキテる、2013年12月11日・2014年4月9日・6月24日・11月12日・2015年4月8日）
- ゴッドタン（dTV）
- スワらしい時間（YouTube、2017年3月30日） - 溜口のみ
- ゴッドタン×ドラエグ スペシャル動画・今ヤバイ！ モンスター芸能人No.1決定戦 前編後編（TVerなど、2020年3月23日） - 審査員[25]

### CM
すべて溜口のみの出演
- 液キャベ（2010年 - ）
- ハイテックCコレト（2010年 - ）
- 毎日コミュニケーションズ（2010年）
- 読売新聞「就職ON!篇」（2011年）
- Z会「秀才のぼやき 勉強法篇」 「秀才のぼやき テスト対策篇」（2012年）
- ダイハツ ムーヴキャンバス 「パノラマモニター」篇（2016年）
- いいちこ下町のハイボール 「いい仲間と」編（2021年）

### アニメ
すべて溜口のみの出演
- ぐらP&ろで夫（2016年） - プロモーター、ギター職人 役
- あはれ!名作くん（2017年・2020年） - 落し物の精、ホット・ドック、引っ越し業者、月の使者 役
- Bラッパーズ ストリート（2019年） - 握り一平、こども社長 役

### 舞台
- 「ミステリーピューロランド -大鶴肥満 緋色のウェディング-」（2024年9月15日、23日、10月5日、サンリオピューロランド）[26]
- VISIONARY READING「三島由紀夫レター教室」（2025年10月8日・9日〈予定〉、紀伊國屋ホール） - 山トビ夫 役（溜口）[27]

## ライブ

### 単独ライブ
- LOVE LETTERZ MADE ②（2011年7月22日 - 24日、乃木坂・コレドシアター）
- LOVE LETTERZ MADE ③「フェスティバル」（2011年12月12日、座・高円寺2）
- LOVE LETTERZ MADE ④「POLLUX」（2012年6月14日 - 17日、ウッディシアター中目黒）
- LOVE LETTERZ MADE ⑤「FANTASY」（2013年3月5日、座・高円寺2）
- LOVE LETTERZ MADE ⑥「YOU SPIN ME ROUND」（2013年8月12日、東京グローブ座）
- LOVE LETTERZ MADE ⑦「SIREN」（2014年12月18日 - 23日、大塚・萬劇場）
- LOVE LETTERZ MADE ⑧「COSMO」（2015年5月12日 - 17日、大塚・萬劇場）
- LOVE LETTERZ MADE ⑨「TWILIGHT ZONE」（2016年1月21日 - 24日、大塚・萬劇場）
- LOVE LETTERZ MADE ⑩「SWEET da PARTY」（2017年12月16日 - 17日、渋谷区文化総合センター大和田・伝承ホール）
- ラブレターズ単独ライブ「LOVE COMPLEX」（2019年10月18日 - 19日、新宿・角座）
- ラブレターズ単独ライブ「『勝たせてもらいますね』と言った途端、逆転された」（2021年10月27日 - 28日、ユーロライブ）
- ラブレターズ単独ライブ「生きる。」（2022年11月18日 - 20日、ユーロライブ）
- ラブレターズ単独ライブ「38」（2023年12月1日 - 3日、ユーロライブ）
- ラブレターズ単独ライブ「39」（2024年7月5日 - 7日、ユーロライブ/7月12日・13日、新世界ZAZA HOUSE）
- ラブレターズ単独ライブ「40」（2025年2月26日 - 3月2日、浅草九劇/3月5日、名古屋市中村文化小劇場/3月7日・8日、新世界ZAZA HOUSE/3月14日・15日、あうるすぽっと※追加公演）[28]

### 60分ライブ
- ラブレターズ60分ライブ 「愛のために私は死ねない」（2016年4月26日 - 27日、東京・SPACE 梟門）
- ラブレターズ60分ライブ2 「最低、私の言ってる愛じゃない」（2016年7月23日 - 24日、東京・SPACE 梟門）
- ラブレターズ60分ライブ3 「明日には消えちゃう、こんな愛」（2017年1月31日、渋谷・ユーロライブ）
- ラブレターズ60分ライブ4 「はい、愛」（2017年5月21日、渋谷・ユーロライブ）

### 対バンライブ
- ラブレターズ対バンライブ「ミラクルワンダーランド」×おとぎ話 （2017年6月19日、渋谷・TSUTAYA O-nest）
- ラブレターズ対バンライブ「友達100人大作戦」×フレンズ （2017年7月11日、渋谷・TSUTAYA O-nest）
- ラブレターズ対バンライブ「ONIアツ！ONIシブ！ONIレター！」×ONIGAWARA （2017年8月25日、渋谷・TSUTAYA O-nest）

### お寺ライブ
- ラブレターズのお寺ライブ～厳かに浦和・円蔵寺～ （2017年9月30日、浦和・円蔵寺）
- ラブレターズのお寺ライブ～粛々と鎌倉・明王院～ （2017年10月22日、鎌倉・明王院）
- ラブレターズのお寺ライブ～堂々たる船橋・了源寺～ （2017年10月28日、船橋・了源寺）

### 事務所ライブ
- 東京コントメン

### ユニットライブ
- 環八フルスイング（御茶ノ水男子・爽快パンク・NOモーションとのユニット）
- 円山スクランブルエッグス（さらば青春の光・かもめんたるとのユニット）
  - 第一回公演「円山町再開発」（2015年6月19日 - 21日、渋谷・ユーロライブ）
  - 第二回公演「円山町再始動」（2016年3月20日 - 22日、渋谷・ユーロライブ）

### トークライブ
- うしろシティ＆ラブレターズトークライブ
  - うしろシティ＆ラブレターズトークライブ（仮）（2011年10月2日、劇場バイタス）
  - vol.2「血塗られた放課後の仲良しクラブ」（2011年12月30日、劇場バイタス）
  - vol.3「血塗られた放課後の仲良しクラブ」（2012年2月19日、劇場バイタス）
  - vol.4「血塗られた放課後の仲良しクラブ」（2012年4月28日、新宿Fu-）
  - vol.5「血塗られた放課後の仲良しクラブ〜夏休み直前！臨時登校日！〜」（2012年7月21日、新宿Fu-）
  - vol.6「血塗られた放課後の仲良しクラブ〜恐怖の林間学校編〜」（2012年10月16日、しもきた空間リバティ）
  - vol.7「血塗られた放課後の仲良しクラブ」（2013年2月2日、関交協ハーモニックホール）
  - vol.8「血塗られた放課後の仲良しクラブ」（2013年5月30日、関交協ハーモニックホール）
  - vol.9「血塗られた放課後の仲良しクラブ」（2014年4月28日、関交協ハーモニックホール）
  - vol.10「血塗られた放課後の仲良しクラブ」（2014年8月21日、しもきた空間リバティ）
  - vol.11「血塗られた放課後の仲良しクラブ～SAKURA～」（2017年3月17日、ロフトプラスワン）
  - うしろシティ・ラブレターズDVD「居残り学級会」発売記念トークライブ"居残り全校集会"（2016年2月21日、全電通労働会館 全電通ホール）

- ラバーガール＆ラブレターズDVD発売記念トークライブ「最近どう？」（2013年11月26日、ロフトプラスワン）
- ラブレターズトークライブ
  - ラブレターズトークライブ「LOVE LETTERZ MATE」（2014年10月5日、Naked Loft）
  - ラブレターズトークライブ「LOVE LETTERZ MATE 2」（2015年12月11日、Naked Loft）
  - ラブレターズトークライブ「LOVE LETTERZ MATE 3」（2016年7月7日、Naked Loft）
  - ラブレターズトークライブ「LOVE LETTERZ MATE 4」（2016年11月10日、ロフトプラスワン）
  - ラブレターズトークライブ「LOVE LETTERZ MATE 5」（2017年4月9日、ロフトプラスワン）
  - ラブレターズトークライブ「LOVE LETTERZ MATE 6」（2017年11月14日、ロフトプラスワン）
- ザンゼンジとラブレターズのトークライブ
  - vol.1（2014年10月8日、阿佐ヶ谷ロフトA）
  - vol.2（2015年1月15日、阿佐ヶ谷ロフトA）
  - vol.3（2015年4月22日、阿佐ヶ谷ロフトA）
  - vol.4（2015年7月7日、阿佐ヶ谷ロフトA）
- ASH&D所属芸人トークライブ
  - ASH&REPORT〜アッシュ芸人近況報告会〜（2015年6月10日、阿佐ヶ谷ロフトA）
  - ASH&REPORT2〜アッシュ芸人近況報告会〜（2015年9月14日、阿佐ヶ谷ロフトA）
  - ASH&REPORT3〜アッシュ芸人近況報告会〜（2016年2月1日、阿佐ヶ谷ロフトA）
  - ASH&REPORT4〜アッシュ芸人近況報告会〜（2016年6月2日、新宿LOFTプラスワン）
  - ASH&REPORT5〜アッシュ芸人近況報告会〜（2016年10月6日、LOFT9 Shibuya）
  - ASH&REPORT6〜アッシュ芸人近況報告会〜（2017年2月2日、LOFT9 Shibuya）
  - ASH&REPORT7〜アッシュ芸人近況報告会〜（2017年6月26日、LOFT9 Shibuya）

### その他
- マジ歌ライブ2017～マジ武道館～（2017年3月16日、日本武道館）
- ラブレターズ溜口の「溜口スーパーディナーショー」 （2017年10月11日、LOFT9 Shibuya）
- ラブレターズ溜口の「溜口スーパービッグショー」（2018年11月18日、LOFT9 Shibuya）[29]
- 「溜口スーパーディナーショー“2020”」（2020年1月26日、LOFT9 Shibuya）[30]

## DVD
- 「YOU SPIN ME ROUND」＆ベストネタセレクション（2013年11月27日発売 発売元：コンテンツリーグ）
- ラブレターズ単独ライブ LOVE LETTERZ MADE「SIREN」（2015年4月22日発売 発売元：コンテンツリーグ）
- うしろシティ・ラブレターズの居残り学級会　～あの日みんなが見た青春を僕達はまだ知らない。～（2016年1月27日発売、発売元：コンテンツリーグ）